# Prozopagnozija
Prozopagnozija (od grčkog prósōpon - "lice", i agnōsía - "neznanje") je kognitivni poremećaj, također poznat kao sljepoća za lica (eng. face blindness), kojim je oštećena sposobnost prepoznavanja i pamćenja lica, uključujući i vlastito lice, dok ostali aspekti vizualne obrade (npr. razlikovanje predmeta) funkcioniraju.
Termin se izvorno odnosio na stanje nakon akutnog oštećenja mozga (stečena prozopagnozija), ali također postoji urođeni i razvojni oblik poremećaja. Područje mozga koje se obično povezuje s prozopagnozijom je fuziformna vijuga koja se posebno aktivira kao odgovor na lica. Funkcionalnost fuziformne vijuge omogućuje većini ljudi detaljnije i bolje prepoznavanje lica nego slično složene nežive predmete. Za one s prozopagnozijom, metoda za prepoznavanje lica ovisi o manje osjetljivom sustavu za prepoznavanje predmeta.
Iako je bilo nekoliko pokušaja liječenja, niti jedna terapija nije pokazala trajna poboljšanja u skupini prozopagnostičara. Prozopagnostičari često uče koristiti strategije prepoznavanja prema stvarima kao što su odjeća, hod, boja kose, boja kože, oblik tijela i glas. Budući da se čini da lice funkcionira kao važna identifikacijska značajka u pamćenju, osobama s ovim stanjem također može biti teško pratiti podatke o ljudima i normalno se družiti s drugima.
U jednoj studiji na studentima istočnoazijske nacionalnosti, pokazalo se da su muškarci znatno slabiji u prepoznavanju lica.

## Vrste

### Aperceptivna
Aperceptivna prozopagnozija obično se koristi za opisivanje slučajeva stečene prozopagnozije. Područje mozga za koje se smatra da igra ključnu ulogu u perceptivnoj prozopagnoziji je desni potiljačni režanj. Osobe s ovim poremećajem ne mogu shvatiti niti prepoznati ni poznata ni nepoznata lica. Osim toga, aperceptivne podvrste prozopagnozije teško prepoznaju emocije na licu. Vjeruje se da je aperceptivna prozopagnozija povezana s oštećenjem fuziformne vijuge.

### Asocijativna
Asocijativna prozopagnozija obično se koristi za opisivanje slučajeva stečene prozopagnozije, ali s pošteđenim perceptivnim procesima. Desni potiljačni režanj također može igrati ključnu ulogu u asocijativnoj prozopagnoziji. Osobe s ovim oblikom poremećaja mogu odrediti jesu li fotografije lica ljudi iste ili različite i izvesti dob i spol iz lica (što sugerira da mogu shvatiti neke informacije o licu), ali možda neće biti u stanju naknadno identificirati osobu ili dati bilo kakve podatke o njoj kao što su njeno ime, zanimanje ili kada su zadnji put sreli. Smatra se da je asocijativna prozopagnozija posljedica oslabljenog funkcioniranja parahipokampalne vijuge.

### Razvojna
Razvojna prozopagnozija, koja se naziva i urođena prozopagnozija, doživotna je nemogućnost prepoznavanja lica. Manifestira se u ranom djetinjstvu i ne može se pripisati stečenom oštećenju mozga. Dok razvojna prozopagnozija počinje rano u životu, mnogi ljudi tek kasnije u odrasloj dobi shvaćaju da ju imaju. Termin "nasljedna prozopagnozija" koristi se ako je razvojna prozopagnozija zahvatila više od jednog člana obitelji. Kako bi se ispitao ovaj mogući genetski čimbenik, 689 nasumično odabranih učenika prošlo je istraživanje u kojem je identificirano sedamnaest razvojnih prozopagnostičara. Članovi obitelji četrnaest oboljelih intervjuirani su i u svih četrnaest obitelji pronađen je barem još jedan oboljeli član obitelji.